# Señor de las Maravillas (Puebla de Zaragoza)
El Señor de las Maravillas es una talla del siglo xvii ubicada en el Templo de Santa Mónica, anexo al Museo de Arte Religioso de Santa Mónica, en Puebla de Zaragoza (Puebla, México). De gran fama, es la talla religiosa más venerada en la Ciudad y en el estado de Puebla así como la imagen principal en la procesión del Viernes Santo. El Señor de las Maravillas de Puebla es una de las imágenes que cuenta con gran número de devotos en el País; pues su devoción se ha extendido a los estados Tlaxcala, Estado de México, Ciudad de México, Morelos, Guerrero, Tabasco, Veracruz, Oaxaca y Jalisco.

## Historia

### Museo de Arte Religioso de Santa Mónica
Inicialmente un lugar de acogida para esposas de españoles, después un orfanato para niñas y posteriormente un convento femenino, el edificio fue fundado en el siglo xvii (concretamente en el año 1606), siendo objeto de reformas en el siglo xviii, la segunda mitad del xix y principios del xx. En 1934 se produjo la exclaustración de las monjas agustinas recoletas que lo habitaban en virtud de las Leyes de Reforma (aunque al parecer el lugar había dejado de funcionar como convento desde 1853), convirtiéndose al año siguiente en museo y en 1940 en uno de los primeros en incorporarse al Instituto Nacional de Antropología e Historia.
Según la tradición, Manuel Fernández de Santa Cruz y Sahagún, obispo de Guadalajara y Puebla, realizó un sorteo para decidir bajo qué advocación era llamada la institución, saliendo elegida Santa Mónica, si bien el obispo la rechazó alegando que la santa no era virgen ni había vivido en clausura, por lo que dispuso que el sorteo se repitiera tres veces, saliendo elegida Santa Mónica en todas ellas, lo que el obispo interpretó como un acontecimiento divino, poniendo finalmente el convento bajo la advocación de la santa.

### Señor de las Maravillas
Existe un relato mítico en torno a la creación y veneración de la imagen del Señor de las Maravillas:

En el templo de San José, ubicado en algún lugar del centro histórico de la ciudad, existía un árbol frondoso, hasta que un día un rayo lo derribó. Cuentan que para aprovechar la madera del tronco el párroco de la iglesia de San José mandó a tallar con un artesano la imagen de Cristo en una de las caídas del vía crucis, las hábiles manos del artesano dieron como resultado una imagen que representaba la piedad y la compasión. La imagen del Padre Jesús de las Maravillas, o del Señor del Rayo como en un principio se le llamó; simula precisamente una de las caídas. Después dicha imagen fue obtenida hace muchos años por las monjas de esa orden religiosa en una rifa convirtiéndose en huésped del ex convento y actual iglesia de Santa Mónica. De acuerdo con la tradición oral, originalmente estaba acompañado de dos sayones romanos quienes sostenían látigos, tiempo después, se dice que una novicia escuchó una noche gemidos y golpes, por lo que, en compañía de la superiora, descubrió que azotaban a Jesús. Dicho suceso se propagó por todas partes y de esa manera la imagen adquirió fama y cariño, además de que fueron retirados y quemados los verdugos.

## Leyenda
La imagen es famosa por una leyenda la cual afirma que una mujer acudía todos los días a visitar a su esposo, recluido en la cárcel de San Juan de Dios (antiguo Hospital de San Juan de Dios), frente al Convento de Santa Mónica. Durante sus visitas advirtió la presencia de un recluso pobre a quien nunca iba a ver nadie, por lo que la mujer, conmovida, decidió ir a visitar en secreto a aquel hombre cada vez que iba a ver a su esposo. Cuando su marido fue puesto en libertad, la mujer siguió yendo a la cárcel a visitar al hombre, llevándole siempre una cesta llena de comida. El esposo, alertado acerca de las actividades de su mujer y sospechando que le era infiel, decidió esperarla un día a las puertas del reclusorio. Tras interceptarla, preguntó a su esposa qué había en la cesta, a lo que esta respondió que llevaba maravillas al templo para el Señor de la Caída. El hombre, desconfiando, destapó la cesta y en su interior solo halló maravillas. La mujer, sorprendida, entró con su esposo al templo, donde confesó la verdad, dirigiéndose ambos acto seguido a la prisión con el fin de ver al recluso, si bien no pudieron hallarlo ni obtener ninguna noticia de él, por lo que supusieron que ese hombre era Cristo, quien había puesto a prueba el amor de la pareja.
Este relato provocó que la imagen, inicialmente conocida como Señor del Rayo y Señor de la Caída, pasase a ser llamada Señor de las Maravillas, aunque existen al menos otros dos relatos similares a este atribuidos a dos imágenes de Cristo crucificado: el Señor de Villaseca, en Guanajuato, y el Señor de las Maravillas de El Arenal, en Hidalgo. En ambos relatos, a diferencia del de Puebla, la mujer engaña al esposo con otro hombre, estando la del relato del Señor de Villaseca casada con un minero de la mina de Cata, mientras que según diversas variantes de la historia el esposo está en la cárcel o es simplemente un marido celoso. Respecto a la leyenda del Señor de Villaseca, los artículos que la mujer llevaba en la cesta (atole, tortillas, frijoles y alimentos en general) se convirtieron en objetos religiosos (vino de consagrar, hostias, granos de incienso y flores respectivamente), aunque también se afirma que se transformaron en rosas, elemento diferenciador del relato de Puebla, en el que la comida se convirtió en maravillas. Así mismo, es común que en los relatos del Señor de Villaseca y del Señor de las Maravillas de El Arenal el amante aparezca muerto y que la mujer, arrepentida y decidida a cambiar su estilo de vida, desaparezca junto con su esposo, aunque en algunas versiones el marido, descrito como un maltratador, es quien muere, permitiendo así que la mujer pueda ser feliz con su amante.
Debido a la similitud de las tres historias, es posible que las imágenes de Puebla e Hidalgo, fechadas respectivamente en los siglos xvii y xix, hayan tomado prestado el relato del Señor de Villaseca, imagen del siglo xvi, por el hecho de ser esta última la más antigua de las tres, aunque es probable que todas ellas hayan copiado el milagro de los alimentos convertidos en flores de diversas fuentes hagiográficas.

## Descripción
La imagen, de vestir y con una peluca compuesta por tirabuzones, muestra a Cristo caído en el suelo con la cruz en el costado izquierdo, apoyado en las rodillas y los brazos, la cabeza girada a su derecha con una herida sangrante en la mejilla izquierda, expresión seria y la vista dirigida al frente. La talla, a tamaño natural y con un peso de 70 kilos, está custodiada junto a la reja del coro bajo del templo y se encuentra guardada en una urna tapizada con diversos colores en función del tiempo litúrgico y decorada con corazones metálicos, la mayor parte realizados en oro o plata, obsequiados por fieles. Junto a la urna se halla un dispositivo para colocar velas el cual fue, al parecer, la causa de un incendio ocurrido en el templo el 1 de enero de 2013, si bien la imagen resultó ilesa.

## Devoción

### Festividad
El Señor de las Maravillas cuenta con tres fiestas anuales: el 1 de julio, el Viernes Santo y el tercer viernes de Cuaresma. En la fiesta del 1 de julio es tradición que un mariachi interprete «Las Mañanitas» a la entrada del templo, donde es habitual que haya degustación de comida, mientras que el Viernes Santo la imagen es sacada de la urna que la custodia para ser procesionada junto con otras imágenes de la zona, como la Virgen de los Dolores, Jesús de Analco, Jesús Nazareno y la Virgen de la Soledad. Es común además la venta de todo tipo de artículos vinculados al Señor de las Maravillas, como reproducciones de la imagen, arreglos florales y, particularmente, bolsas de plástico con pequeños retales de las túnicas con las que las religiosas visten la talla.

### «Limpia»
Uno de los rituales más famosos relacionados con el Señor de las Maravillas es la «limpia», consistente en acercarse a la urna donde se expone la talla y pasar un cirio amarillo por los cristales haciendo la señal de la cruz para después proceder a «limpiar» todo el cuerpo o una parte con el mismo cirio, el cual posteriormente se enciende y se deposita, bien junto a la imagen, bien en la vivienda particular, siendo frecuente que muchas personas se ofrezcan a realizar «limpias» a los devotos, ya que el ritual puede ser llevado a cabo por uno mismo o por un tercero.

### Oración
De rodillas ante tu divina imagen, te doy gracias por los milagros que me has concedido, protegiéndome con tu maravilloso Poder y Amor que tienes para todos tus hijos que te pedimos misericordia y que tenemos la obligación de alabarte y bendecirte en todo lugar. Padre Jesús de las Maravillas, omnipotente, 
infinitamente grande, eterno, te repito mis agradecimientos de todo corazón por haberme atendido y concedido mi súplica. Te ofrezco este cirio en testimonio de mi grande fe y que este pequeño sea símbolo de tu luz que ilumine el camino de tus devotos, acercando a todos tus hijos al fuego de tu sagrado amor. Tres Credos y Tres Padres Nuestros.